# Gideon (Missouri)
Gideon is een plaats (city) in de Amerikaanse staat Missouri, en valt bestuurlijk gezien onder New Madrid County.

## Demografie
Bij de volkstelling in 2000 werd het aantal inwoners vastgesteld op 1113.
In 2006 is het aantal inwoners door het United States Census Bureau geschat op 1002, een daling van 111 (-10,0%).

## Geografie
Volgens het United States Census Bureau beslaat de plaats een oppervlakte van
4,7 km², geheel bestaande uit land. Gideon ligt op ongeveer 81 m boven zeeniveau.

## Plaatsen in de nabije omgeving
De onderstaande figuur toont nabijgelegen plaatsen in een straal van 16 km rond Gideon.